# Kansas Army National Guard
La Kansas Army National Guard è una componente della Riserva militare della Kansas National Guard, inquadrata sotto la U.S. National Guard. Il suo quartier generale è situato presso la città di Topeka.

## Organizzazione
Attualmente, al 1 Gennaio 2024, sono attivi i seguenti reparti:

### Joint Forces Headquarters
- JFHQ, Army Element
- State Aviation Office - Topeka
- Medical Detachment (-) - Lenexa 
  - Detachment 1 - Wichita North
- 73rd Civil Support Team - Topeka

### 35th Infantry Division
- Company A (-) (Operations) - Fort Leavenworth
- Detachment 1, Company B (Intelligence & Sustainment) - Fort Leavenworth
- 35th Division Band - Olathe

### 35th Infantry Division DIVARTY
- Headquarters & Headquarters Company - Fort Leavenworth

### 635th Regional Support Group
- Headquarters & Headquarters Company - Topeka
- 174th Quartermaster Platoon - Wichita
- 1st Battalion, 635th Armor Regiment (Combined Arms)  - Sotto il controllo operativo della 155th Armored Brigade Combat Team, Mississippi Army National Guard
  -  Headquarters & Headquarters Company (-) - Kansas City
    - Detachment 1 - Junction City

  -  Company A (Tank) - Emporia
  -  Company B (Tank) - Lawrence
  -  Company C (-) - Wichita South
    - Detachment 1 - Lawrence

  -  Company G (Forward Support) (-), 106th Brigade Support Battalion - Manhattan
    - Detachment 1 - Kansas City
- Aviation Support Facility #1 - Forbes Field
- Aviation Support Facility #2 - Salina
- 1st Battalion, 108th Aviation Regiment (Assault Helicopter) - Sotto il controllo operativo della Combat Aviation Brigade, 35th Infantry Division, Missouri Army National Guard
  -  Headquarters & Headquarters Company (-) - Forbes Field
    - Detachment 2 - Salina

  -  Company A - Forbes Field - Equipaggiato con 10 UH-60L 
  -  Company B (-) - Salina - Equipaggiato con 6 UH-60L 
  - Company C - Texas Army National Guard
  -  Company D (-) - Forbes Field
    - Detachment 2 - Salina

  -  Company E (-) - Forbes Field
    - Detachment 2 - Salina
- Company G (-) (MEDEVAC), 1st Battalion, 111th Aviation Regiment - Forbes Field - Equipaggiato con 3 HH-60L 
  - Detachmant 3 - Salina - Equipaggiato con 3 HH-60L 
  - Detachment 5, Company D, 1st Battalion, 111th Aviation Regiment - Forbes Field
  - Detachment 6, Company E, 1st Battalion, 111th Aviation Regiment - Forbes Field
- Detachment 1, Company C, 2nd Battalion, 641st Aviation Regiment  - Forbes Field - Equipaggiato con 1 C-12T3
- Detachment 37, Operational Support Airlift Command
- 891st Engineer Battalion
  -  Headquarters & Service Company - Iola
  -  Forward Support Company - Iola
  -  226th Engineer Company (Vertical Construction) (-) - Augusta
    - Detachment 1 - Salina

  -  242nd Engineer Company (Horizontal Construction) (-) - Coffeyville
    - Detachment 1 - Wichita North
    - Detachment 2 - Pittsburg

  -  772nd Engineer Company (Mobile Augmentation) - Pittsburg
  -  35th Military Police Company (AFRC) - Topeka

### 130th Field Artillery Brigade
- Headquarters & Headquarters Battery - Manhattan
- 1st Battalion, 161st Field Artillery Regiment (PALADIN)
  -  Headquarters & Headquarters Battery - Hutchinson
  -  Battery A - Dodge City
  -  Battery B - Abilene
  -  Battery C - Newton
- 2nd Battalion, 130th Field Artillery Regiment (HIMARS)
  -  Headquarters & Headquarters Battery (-) - Hiawatha
    - Detachment 1 - Marysville

  -  Battery A (-) - Holton
    - Detachment 1 - Marysville

  -  Battery B (-) - Paola
    - Detachment 1 - Kansas City
- 1st Battalion, 129th Field Artillery Regiment (M-777), Missouri Army National Guard
- 1st Battalion, 214th Field Artillery Regiment (PALADIN), Georgia Army National Guard
- 997th Brigade Support Battalion
  -  Headquarters & Headquarters Company (-) - Hays
    - Detachment 1 - Colby

  -  330th Signal Company - Wichita North
  -  1161st Forward Support Company (-) - Wichita North
    - Detachment 1 - Pratt

  -  250th Forward Support Company (-) - Ottawa
    - Detachment 1 - Clay Center

### 69th Troop Command
- Headquarters & Headquarters Company - Topeka
- 1979th Contingency Contracting Team - Topeka
- 1074th Field Tactical Data Terminal - Topeka
- 1174th Senior Tactical Data Terminal - Topeka
- 137th Chaplain Detachment - Topeka
- 105th Mobile Public Affairs Detachment - Topeka
- 169th Division Sustainment Support Battalion, sotto il controllo operativo della 35th Infantry Division Sustainment Brigade, Tennessee Army National Guard
  -  Headquarters & Headquarters Detachment - Olathe
  - Company A - Tennessee Army National Guard
  -  Company B (995th Maintenance Company)  (-) - Smith Center
    - Detachment 1 - Concordia
    - Detachment 2 - Norton

  -  Company C (731st Transportation Company) (-) (Composite Truck Light) - Great Bend
    - Detachment 1 - Liberal
    - Detachment 2 - Wichita South
    - Detachment 3 - Fort Riley

  -  1077th Medical Company (Ground Ambulance) - Lenexa
  -  117th Area Support Medical Company - Wichita North
  -  137th Transportation Company (-) (PLS) - Olathe
    - Detachment 1 - Topeka

### 235th Regiment, Regional Training Institute
- Regional Training Site Maintenance - Salina
- 1st Battalion - Salina
- 2nd Battalion - Salina